# 丹諜巴
丹諜巴，印度大乘密宗人士，八十四成就者之一。

## 簡介
丹諜巴意為「嗜玩骰子的人」，是考桑比地方的低種姓階級。因嗜玩骰子而散盡積蓄，淪落到野外的一處墓地，巧遇一瑜珈士，授予他不必放棄骰子的佛法，於是丹諜巴依法修行，證得大手印，即身前往空行淨土。